# Отчаянные домохозяйки (сезон 5)
«Отчаянные домохозяйки» (англ. Desperate Housewives) — американская телевизионная трагикомедия, повествующая о жизни нескольких подруг из фешенебельного пригорода. Сериал, производством которого занимается «ABC Studios», стартовал в США в 2004 году. Он стал очень популярным, причем не только среди женщин, но и среди мужчин.
Пятый сезон стал выходить на экраны с 28 сентября 2008 года. Он состоит из 24 серий. События в нём разворачиваются спустя пять лет после событий четвёртого сезона. Жизнь главных героинь во многом изменилась. Брак Сьюзан и Майка разрушен после ужасной аварии, в которой погибли женщина и её малолетняя дочь. Иди возвращается на Вистерия-Лейн со своим новым мужем, который намеревается совершить нечто ужасное.

## Сюжет
Пять лет спустя после событий 4 сезона, жизнь жителей Вистерия-Лейн сильно изменилась.
Сьюзен и Майк развелись после автокатастрофы с участием семьи Дельфино, в которой погибли женщина и маленькая девочка. Карлос все ещё не обрёл зрение, но растит с Габриэль двоих дочерей — Селию и Хуаниту — зарабатывая на жизнь массажем. Орсон вышел из тюрьмы и вернулся к Бри, которая с трудом, но все же пережила тот факт, что её дочь Даниэль забрала Бенджамина. Кэтрин пытается построить своё личное счастье и оказывается в постели Майка Дельфино. У Линетт и Тома не так хорошо идут дела, как им бы хотелось, к тому же немало хлопот приносят и дети.
Но самый большой сюрприз на Вистерия-Лейн привезла Иди, вышедшая замуж за странного, но поначалу во всём приятного Дэвида Уильямса (Нил МакДоно). Никто не знает, что он скрывает. И никто и не предполагает, что он на самом деле безумец, вернувшийся, дабы отомстить. Но кому и за что? Разгадка нередко оказывается настолько ужасной, и некоторые так хотят скрыть свои тайны, что без жертв не обходится. Как говорится: «Чужая душа потёмки, да и люди не особо любят, когда их скелеты в шкафу оживают, и готовы даже на убийства, дабы прошлое осталось прошлым». Позже окажется, что Дэвид хочет отомстить Майку за дочь и жену, погибших в той самой аварии, пообещав, что он отнимет у него самое дорогое и после этого присоединится к дочке и жене…
Линетт узнает, что беременна, а Том собирается изучать китайский и поступает в университет. К Солисам переезжает хитрая племянница Карлоса, которая вызывает подозрение у Габи с первого дня пребывания у них. Орсон не в силах бороться с клептоманией, и Бри вынуждена инсценировать ограбление дома, чтобы получить развод. Когда Орсон об этом узнаёт, он начинает шантажировать Бри, но он ещё не догадывается, что у жены начинается роман с её адвокатом — Карлом Маером.
Между тем, действия Дэйва приводят к необратимым последствиям: после ссоры с мужем Иди в панике сбегает от Дэйва. Сев в машину, она чуть не сбивает Орсона, врезается в столб и получает смертельный удар током. Вскоре выясняется, что в роковую ночь, когда в аварии погибли дочь и жена Дэйва, за рулем был не Майк, а Сьюзан. Дэйв меняет тактику и принимает решение расправиться с маленьким сыном Майка и Сьюзан, Эм-Джеем…

## Актёрский состав

### Основной актёрский состав
- Тери Хэтчер — Сьюзан Майер
- Фелисити Хаффман — Линетт Скаво
- Марсия Кросс — Бри Ходж
- Ева Лонгория — Габриэль Солис
- Николетт Шеридан — Иди Уильямс
- Дана Дилейни — Кэтрин Мэйфер
- Бренда Стронг — Мэри Элис Янг
- Нил Макдонаф — Дэйв Уильямс
- Рикардо Антонио Чавира — Карлос Солис
- Даг Сэвант — Том Скаво
- Джеймс Дентон — Майк Дельфино
- Кайл Маклахлен — Орсон Ходж
- Шон Пайфром — Эндрю Ван де Камп

Также снимались:
- Макc Карвер — Престон Скаво
- Чарли Карвер — Портер Скаво
- Джошуа Логан Мур — Паркер Скаво
- Кендалл Эпплгейт — Пенни Скаво

### Приглашённые актёры
- Гейл Харольд — Джексон Брэддок
- Кэтрин Джустен — Карен Маккласки
- Ричард Бёрджи — Карл Майер
- Так Уоткинс — Боб Хантер
- Кевин Рам — Ли Макдермотт
- Лили Томлин — Роберта Симмонс
- Стивен Спинелла — доктор Сэмюэл Хеллер
- Мейсон Вэйл Коттон — Эм-Джей Дельфино
- Медисон Де Ла Гарза — Хуанита Солис
- Даниэлла Бальтодано — Селия Солис
- Гейл О’Грэйди — Энн Шиллинг
- Питер Онорати — Уоррен Шиллинг
- Фрэнсис Конрой — Вирджиния Хильдебранд
- Тодд Гринелл — Алекс Коминис
- Дэвид Старзик — Брэдли Скотт
- Ион Оверман — Мария Скотт
- Кристин Эстабрук — Марта Хьюбер
- Полли Берген — Стелла Уингфилд
- Стивен Калп — Рекс Ван де Камп
- Андреа Боуэн — Джули Майер
- Лиз Торрес — Конни Солис
- Майара Уолш — Ана Солис
- Джой Лорен — Даниэль Катц
- Брент Кинсман — Престон Скаво в детстве
- Шейн Кинсман — Портер Скаво в детстве
- Стефен Лунсфорд — Трэверс Маклейн

Специально приглашённые звёзды:
- Бо Бриджес — Элай Скраггс
- Джоанна Кэссиди — Мелина Коминис
- Свуси Кёрц — Джесси
- Лесли Бун — Люси Блекберн

## Эпизоды
| № общий | № в сезоне | Название                                                                                | Режиссёр       | Автор сценария          | Дата премьеры    | Зрители в США (млн) |
| --- | ---------- | --------------------------------------------------------------------------------------- | -------------- | ----------------------- | ---------------- | ------------------- |
| 88 | 1          | «You're Gonna Love Tomorrow» «Завтра будет хорошо»                                      | Ларри Шоу      | Марк Черри              | 28 сентября 2008 | 18,68               |
| Прошло пять лет после событий последней серии прошлого сезона. Сьюзан встречается с новым парнем, у Габриэль уже двое детей, Бри собирается выпустить свою дебютную кулинарную книгу, а Кэтрин — её партнер по бизнесу; дети Линетт выросли, и справляться с ними становится все сложнее. А Иди Брит возвращается на Вистерия-Лейн после пятилетнего отсутствия с новым мужем. |            |                                                                                         |                |                         |                  |                     |
| 89 | 2          | «We're So Happy You're So Happy» «Мы так рады, что ты рада»                             | Дэвид Гроссман | Александра Каннингем    | 5 октября 2008   | 15,69               |
| Линетт общается по интернету со своим сыном Портером под псевдонимом молодой девушки, Габриэль теряет последние связи с высшим обществом, новый парень Сьюзан впервые встречается с её семьей. Иди вспоминает, насколько враждебными могут быть её соседи по Вистерия-Лейн. Миссис Маккласки обращается к Кэтрин за помощью, чтобы получше узнать, кто же такой их новый сосед Дэйв. |            |                                                                                         |                |                         |                  |                     |
| 90 | 3          | «Kids Ain't Like Everybody Else» «К детям нужен подход»                                 | Бетани Руни    | Джо Кинан               | 12 октября 2008  | 15,51               |
| Дэниэль, дочь Бри, приезжает погостить на Вистерия-Лейн, Бри критикует её стиль воспитания сына. Габи и Сьюзан оказываются ввязанными в драку из-за своих детей. Линетт обнаруживает, что Том и Дэйв собираются создать гаражную рок-группу. Кэтрин и миссис Маккласки пытаются выяснить побольше информации о Дэйве у Иди. |            |                                                                                         |                |                         |                  |                     |
| 91 | 4          | «Back in Business» «За работу»                                                          | Скотт Эллис    | Джон Парди и Джой Мерфи | 19 октября 2008  | 15,49               |
| Обитательницы Вистерия-Лейн завидуют успеху Бри. Линетт предлагает ей своё участие в проведении рекламной кампании. Майк начинает чувствовать, что он не слишком активно участвует в жизни сына и пытается это исправить. Габи претворяет в жизнь свой план, который позволит ей получить побольше свободного времени. Начинают проясняться мотивы Дейва для переезда на Вистерия-Лейн. |            |                                                                                         |                |                         |                  |                     |
| 92 | 5          | «Mirror Mirror» «Свет мой, зеркальце…»                                                  | Дэвид Гроссман | Джефф Гринстайн         | 26 октября 2008  | 15,95               |
| Выясняется, что произошло за прошедшие пять лет. Дейв организует сюрприз-вечеринку для миссис Маккласки в честь её 70-летия, преследуя при этом свои коварные цели. Джексон предлагает Сьюзан жить вместе; Габи подозревает, что она, возможно, снова беременна; Том говорит Линетт, что продает пиццерию; Бри оказывается в неловком положении между Кэтрин и Орсоном, который также хочет стать её партнером по бизнесу. Миссис Маккласки дает соседям повод беспокоиться о её психическом здоровье. |            |                                                                                         |                |                         |                  |                     |
| 93 | 6          | «There's Always a Woman» «Ищите женщину»                                                | Мэтью Дайэмонд | Джон Пол Баллок III     | 2 ноября 2008    | 15,93               |
| Сьюзан и Джексон ссорятся, так как она не хочет более серьёзных отношений, а затем она застает Джексона в его квартире с другой женщиной; в результате они мирятся и решают начать все заново. Бри пытается свести Кэтрин с симпатичным бывшим соседом Орсона в колледже. Линетт подозревает Тома в измене. |            |                                                                                         |                |                         |                  |                     |
| 94 | 7          | «What More Do I Need?» «Чего ещё желать?»                                               | Ларри Шоу      | Мэтт Берри              | 9 ноября 2008    | 15,85               |
| Том и Линетт узнают правду об отношениях Портера с Энн Шиллинг. Габриэль подозревает клиентку Карлоса, пожилую богатую женщину, в нечистых мотивах. Небольшая слабость Бри грозит обернуться ей большим позором и унижением. Бри узнаёт о том, что Кэтрин встречается с Майком, и советует ей рассказать об этом Сьюзан. Сьюзан узнает больше о Джексоне. Сестра миссис Маккласки узнаёт шокирующий секрет Дейва. |            |                                                                                         |                |                         |                  |                     |
| 95 | 8          | «City on Fire» «Город в огне»                                                           | Дэвид Гроссман | Боб Дейли               | 16 ноября 2008   | 16,84               |
| Джули приезжает погостить домой и удивляет Сьюзан своим 40-летним бойфрендом, который был женат уже три раза. Журналистка из центрального издания пытается нарыть побольше пикантных подробностей жизни Бри. Линетт узнаёт, что Энн Шиллинг беременна от Портера. Все собираются в клубе на музыкальное состязание «Битва рок-групп», в которой выступает и группа мужчин Вистерия-Лейн: Дейв, Том, Майк, Орсон и Карлос. Доктор Шеллер приезжает в Фэйрвью и находит Дейва, угрожая рассказать его секрет. Дейв убивает доктора и поджигает клуб, возникает паника, несколько человек погибают. |            |                                                                                         |                |                         |                  |                     |
| 96 | 9          | «Me and My Town» «Я и мой городок»                                                      | Дэвид Уоррен   | Лори Киркланд Бейкер    | 30 ноября 2008   | 15,81               |
| Пожар в клубе оказал большую услугу Габи и Карлосу — они узнают, что к Карлосу может вернуться зрение. Габи переживает, что после этого Карлос может увидеть, что за последние годы она потеряла свою форму и блеск фотомодели. Сьюзан узнает о романе Майка и Кэтрин. Линетт и Том решают защищать Портера любой ценой, если его обвинят в поджоге. Следствием травмы в клубе для Орсона стал невыносимый храп, и не желая делать операцию для его устранения, он подмешивает Бри снотворное. |            |                                                                                         |                |                         |                  |                     |
| 97 | 10         | «A Vision's Just a Vision» «Представление — это всего лишь представление»               | Ларри Шоу      | Дэвид Флеботт           | 7 декабря 2008   | 16,09               |
| Портера арестовывают по подозрению в поджоге; Линетт идёт на крайние меры, чтобы его защитить. Карлос понимает, на какие жертвы пошла Габи для своей семьи. Бри пытается доказать Эндрю, что принимает его нового бойфренда. Сьюзан и Майк осознают судьбу своих взаимоотношений. Дэйв постепенно теряет ощущение реальности, кое-кто из прошлого преследует его… |            |                                                                                         |                |                         |                  |                     |
| 98 | 11         | «Home Is the Place» «Дом — то самое место»                                              | Дэвид Гроссман | Джеми Горенберг         | 4 января 2009    | 14,39               |
| Боб узнаёт, что Портер покинул город (как оказалось, к матери Линетт), а его брат-близнец Престон пытается играть его роль в судебном процессе. Линетт предпринимает шаги, чтобы убедить Портера вернуться домой. В дом Бри приезжает мать бойфренда Эндрю, и с ней возникают разногласия и соперничество. Сьюзан отправляется в гей-клуб с Ли, а затем, проснувшись с ним утром в своей кровати, шокирована мыслью, что, возможно, прошлой ночью она с ним переспала. Габи отчаянно пытается уговорить Карлоса вернуться работать к бывшему партнеру и в результате ей это удается. Иди наконец обнаруживает, что Дейв не в себе, а он признается ей, что был женат до встречи с ней; после этого Иди выгоняет его из дома.                         |            |                                                                                         |                |                         |                  |                     |
| 99 | 12         | «Connect! Connect!» «Приём! Приём!»                                                     | Кен Уиттингем  | Джордан Нардино         | 11 января 2009   | 13,79               |
| Сьюзан и Иди вынуждены провести наедине большое количество времени после того, как случайно заперли себя в подвале. Бри идет на вынужденные большие траты, задумав план против будущей свекрови Эндрю, ради того, чтобы удержать сына около себя. Габриэль теряет контроль над своими детьми и обращается к Карлосу за помощью. Продолжающийся поиск Портера приводит Линетт к её матери. Кэтрин и Майк определяются с их отношениями. Тем временем Дейв становится на один шаг ближе к осуществлению своей мести. |            |                                                                                         |                |                         |                  |                     |
| 100 | 13         | «The Best Thing That Ever Could Have Happened» «Лучшее, что могло случиться»            | Ларри Шоу      | Марк Черри и Боб Дейли  | 18 января 2009   | 13,08               |
| Когда окрестный мастер Элой Скраггс умирает во время работы на крыше дома Сьюзан, жители Вистерия Лэйн начинают осознавать, насколько он повлиял на их жизнь. Габи вспоминает, как Эли помог ей найти новых подруг, когда она только переехала. Линетт помнит, как он помог ей определиться с жизненными целями, когда она разрывалась между детьми и работой. Сьюзан напоминает, что он был всегда рядом в качестве плеча, в которое можно было поплакать после того, как очередной мужчина уходил из её жизни. Иди вспоминает об их «особой» дружбе. А Бри думает о том, как небольшой дружеский поступок Эли помог ей добиться своей мечты. В серии также появляются Мэри Элис Янг, Рекс Ван де Камп и Марта Хьюбер.                              |            |                                                                                         |                |                         |                  |                     |
| 101 | 14         | «Mama Spent Money When She Had None» «Мама потратила деньги, которых у неё не было»     | Дэвид Уоррен   | Джейсон Гензель         | 8 февраля 2009   | 13,82               |
| Сьюзан выводит из себя тот факт, что Майк покупает жемчужное ожерелье для Кэтрин после того, как он сказал, что у него недостаточно денег для оплаты обучения ЭмДжея в частной школе. Сьюзан крадет этот жемчуг. Бри тратит часть гонорара за книгу на покупку шикарного автомобиля. Бри ссорится со Скаво из-за того, что они неправильно готовят пиццу по рецепту из её книги. Ли узнает некоторые тревожные факты о Дэйве и сообщает об этом Тому. Том и Дэйв устраивают небольшую ссору. Габриэль и Иди записываются в лагерь со строгим тренером, чтобы похудеть. |            |                                                                                         |                |                         |                  |                     |
| 102 | 15         | «In a World Where the Kings Are Employers» «Мир, в котором короли работают»             | Дэвид Гроссман | Лори Киркланд Бейкер    | 15 февраля 2009  | 14,01               |
| Сьюзан начинает новую работу для того, чтобы дать ЭмДжею лучшее. Она впадает в ярость, узнав, что Майк, вместо того чтобы сидеть с больным сыном, оставляет его на попечение Кэтрин. Пиццерия Скаво продолжает терпеть убытки в сложившейся экономической ситуации и Линетт предлагает продать заведение. Карлос получает щедрые премиальные после того, как Габи узнает маленький грязный секрет его босса. Орсон вступает в конфронтацию с Бри, выяснив, что та подняла Эндрю зарплату, а ему, Орсону, в прибавке отказала. Тем временем растет тревога Дейва — он считает, что соседи начинают подозревать, что он не так хорош, каким хочет показаться.                                                                                          |            |                                                                                         |                |                         |                  |                     |
| 103 | 16         | «Crime Doesn't Pay» «Преступление не окупается»                                         | Ларри Шоу      | Джеми Горенберг         | 8 марта 2009     | 13,65               |
| В знак дружбы Бри говорит Линетт, что поможет найти Тому работу, однако благие намерения приводят к неожиданному результату. Орсон показывает себя не с лучшей стороны, занявшись мелким воровством. Габи попадает в шаткое положение, когда босс-гуляка Карлоса начинает использовать её для прикрытия перед женой. В итоге это приводит к шокирующему результату. Иди в поисках истины о Дейве находит человека, который знал её мужа в прошлом. |            |                                                                                         |                |                         |                  |                     |
| 104 | 17         | «The Story of Lucy and Jessie» «История Люси и Джесси»                                  | Бетани Руни    | Джордан Нардино         | 15 марта 2009    | 14,60               |
| Сьюзан продолжает работать в школе помощницей Джесси — школьной учительницы. Ей необходимо показать себя с хорошей стороны, чтобы пройти аттестацию. Ради этого она приглашает Джесси на ужин к себе домой, они выпивают лишнего и целуются — Джесси оказывается лесбиянкой. Тем временем Иди обращается в архив газеты, чтобы узнать о погибшей в ДТП жене Дейва, а Линетт проходит несколько собеседований в поисках работы. Бри и Орсон обращаются к психотерапевту, чтобы выяснить причины клептомании Орсона, но его проблемы не так-то просто решить. Карлос получает заказ, для выполнения которого он приглашает свою бывшую подругу Люси, женщину с избыточным весом, с которой они ко всему прочему встречались, когда учились в колледже. |            |                                                                                         |                |                         |                  |                     |
| 105 | 18         | «A Spark. To Pierce the Dark.» «Шокирующее откровение»                                  | Дэвид Гроссман | Александра Каннингем    | 22 марта 2009    | 14,75               |
| Бри решает продать свой бизнес для спасения своего брака. Новый босс конфликтует с Линетт, да и Габриэль недовольна тем, что Карлос пропадает на работе и стал уделять ей мало внимания, однако Люси показывает себя не с лучшей стороны перед Карлосом и Габи. Жизни Кэтрин угрожает смертельная опасность. Худшие опасения Иди подтверждаются — она узнает правду о Дейве. Их ссора заканчивается трагедией. |            |                                                                                         |                |                         |                  |                     |
| 106 | 19         | «Look Into Their Eyes and You See What They Know» «Взгляни им в глаза и ты всё поймёшь» | Ларри Шоу      | Мэтт Берри              | 19 апреля 2009   | 13,85               |
| Иди погибает от удара электрическим током. Жительницы Вистерия Лэйн решают отвезти её прах Треверсу и отправляются в долгий путь до его школы, вспоминая по дороге истории, связанные с Иди. Однако Треверс не оценил благородного жеста домохозяек, считая, что мать его бросила, и тогда Карен МакКласки рассказывает об истинном отношении Иди к нему. Тем не менее, он предлагает самим им развеять прах. Подруги после небольшого раздумья приходят к решению, которое по достоинству оценила бы покойная Иди Бритт… |            |                                                                                         |                |                         |                  |                     |
| 107 | 20         | «Rose's Turn» «Дьявол и Роуз»                                                           | Дэвид Уоррен   | Дэвид Флеботт           | 26 апреля 2009   | 13,64               |
| Старая Роза Кемпер попадает в больницу с сердечным приступом. Она рассказывает, что смерть пришла в её дом и пыталась похитить статуэтку. Орсон надеется, что никто ей не поверит. Сьюзан беспокоится, что Дейв захочет наложить на себя руки, собирает у него в доме все ножи и оружие, но попадает в неприятную ситуацию. Габи записывается в садоводческий клуб, но ничего хорошего из этого не выходит. Бри принимает важное решение. А Дейв выясняет, что выбрал не ту жертву для мести. |            |                                                                                         |                |                         |                  |                     |
| 108 | 21         | «Bargaining» «Торговля»                                                                 | Дэвид Гроссман | Дэвид Шладвэйлер        | 3 мая 2009       | 13,49               |
| Хуанита идет в школу с макияжем. Это заставляет Габи преподать ей урок внутренней красоты, однако сама Габриэль не может обойтись без макияжа, отправляясь на торжественный прием, устроенный мэром Фэйрвью. Бри пытается заполучить лучшего адвоката по бракоразводным процессам, и им оказывается Карл! Джексон возвращается с крайне неожиданной новостью для Сьюзан. Линетт и Том заключают «сексуальное соглашение». |            |                                                                                         |                |                         |                  |                     |
| 109 | 22         | «Marry Me a Little» «Поженись на мне немножко»                                          | Ларри Шоу      | Джейсон Гензель         | 10 мая 2009      | 12,29               |
| Бри с Карлом планируют развод с минимальными потерями втайне от Орсона. Габи отправляет Хуаниту в благотворительную церковную кухню помощницей, посчитав, что дочь стала слишком избалованной. В этой же столовой Габриэль встречает бывшую подругу по загородному клубу, которая скатилась на самое дно, и пытается выяснить, как же это могло произойти. Агенты миграционной службы узнают об истинных намерениях Джексона благодаря анонимному звонку. Майк делает предложение Кэтрин. Том после неудачных попыток поиска работы решает сделать пластическую операцию, Линетт убеждает его отказаться от этой затеи. |            |                                                                                         |                |                         |                  |                     |
| 110 | 23         | «Everybody Says Don't» «Все говорят „не надо“»                                          | Бетани Руни    | Джон Парди и Джой Мерфи | 17 мая 2009      | 13,96               |
| Габи расстраивается, когда после визита к родне Карлоса он решает взять племянницу на воспитание в свой дом. Линетт пытается помешать Тому взяться за его очередную бредовую идею. Орсон раскрывает заговор Бри и угрожает ей шантажом. Сьюзан принимает дружеское предложение от Дейва. |            |                                                                                         |                |                         |                  |                     |
| 111 | 24         | «If It's Only In Your Head» «В плену иллюзий»                                           | Дэвид Гроссман | Джеффри Ричман          | 17 мая 2009      | 13,96               |
| Линетт принимает решение Тома вернуться к учёбе. Орсон решает, что нападение на него было совершено по заказу Бри. Племянница Карлоса, Ана, приезжает в дом, несмотря на возражения Габриэль, и выясняется, что она сможет доставить их семье ещё немало проблем. Линетт, обеспокоившись, что рак вернулся, обращается к врачу. Сьюзан и ЭмДжей оказываются в смертельной опасности, поехав на отдых с человеком, одержимым жаждой мести. У Бри, вероятно, может завязаться новый роман. В последние пять минут зрители могут наблюдать некоторые радикальные изменения в жизни домохозяек… |            |                                                                                         |                |                         |                  |                     |